# Gothemsån
Die Gothemsån (wörtlich übersetzt „Gothems Au“) ist ein Fluss auf der schwedischen Insel Gotland.

## Verlauf
Die Gothemsån kommt aus dem Moorgebiet Lina myr und mündet bei Åminne an der Ostküste Gotlands in die Ostsee.
Sie ist etwa 55 km lang.